# Amphimaros
Dans la mythologie grecque, Amphimaros (en grec ancien Ἀμφίμαρος) est un fils du dieu Poséidon et de la Muse Uranie. 
Il n'apparaît que dans la Description de la Grèce de Pausanias, dans le passage décrivant la grotte des Muses sur le mont Hélicon en Béotie. Amphimaros y est présenté comme le fils de Poséidon et le père de Linos qu'il aurait conçu avec la muse Calliope.